# 조수용
조수용(1974년 1월 25일 ~ )은 대한민국의 디자이너이자 기업인이다.

## 학력
- 서울대학교 산업디자인과

## 약력
1999년 서울대학교에서 산업디자인 학사/석사 과정을 마치고, 이후 2003년까지 프리챌 디자인 센터장을 역임했다. 2003년부터 2010년까지 NHN에서 네이버 디자인과 마케팅을 총괄했으며 최종 직책은 이사였다. 마지막 프로젝트로 NHN사옥 그린팩토리 건축을 총괄했다. 2010년 12월 주식회사 JOH(제이오에이치)를 설립하여 대표이사 겸 크리에이티브 디렉터로 활동 중이다. 2011년 11월, 매월 하나씩 브랜드를 소개하는 광고없는 월간지 '매거진B'를 창간했으며, 2012년 7월 건강식당 '일호식' 을 2013년 4월 아메리칸 다이닝 '세컨드 키친'을 개업했다. 2013년 2월 'Ed Bag'이라는 이름의 가방브랜드를 런칭하고 국내외에 판매중이다. 2014년 8월 액티브 주스 바 '트라이바'를 개업했다. 2014년 영종도에 위치한 Nest hotel, 여의도에 위치한 Glad hotel 의 브랜딩, 건축, 인테리어, 가구 등 모든 브랜딩과 디자인을 총괄했으며, 두개 호텔 모두 대한민국 최초로 designhotels.com에 리스팅 되었다. 2016년 카카오 브랜드 총괄 부사장으로 영입되었으며, 2018년 3월 카카오 대표이사로 선임되었다.

## 수상
2007년 대한민국 디자인대상 디자인경영 공로부문 국무총리상을, 2010년 나눔글꼴 캠페인으로 '칸느 크리에이티브' PR부문 은상, 2013년 매거진B로 '칸느 크리에이티브' 디자인 부문 은상을 수상하였다.
2017년 10회 파라다이스상을 수상했다.

## 저서
- <나음보다 다름> 2015년 5월 1일 출간, 홍성태 공저
- <일의 감각> 2024년 11월 10일 출간